# Molophilus (Molophilus) pirioni pirioni
Molophilus (Molophilus) pirioni pirioni is een ondersoort van de tweevleugelige Molophilus (Molophilus) pirioni uit de familie steltmuggen (Limoniidae). De ondersoort komt voor in het Neotropisch gebied.